# Día Mundial de Información sobre el Desarrollo
El Día Mundial de Información sobre el Desarrollo  es una jornada que se celebra anualmente el 24 de octubre desde 1973, fue establecida oficialmente por la  Asamblea General de las Naciones Unidas en 1972.

## Proclamación
El Día Mundial de Información sobre el Desarrollo fue proclamado por la Asamblea General de las Naciones Unidas el 19 de diciembre de 1972. La proclamación se realizó con el objetivo de llamar la atención del mundo sobre los problemas del desarrollo y la necesidad de reforzar la cooperación internacional para resolverlos. La Asamblea General reconoció que una mejor difusión de la información y la movilización de la opinión pública, especialmente la juventud, contribuirían a una mayor concienciación sobre los problemas del desarrollo y promoverían los esfuerzos de cooperación internacional.

## Celebración
Este día se celebra el 24 de octubre. La fecha fue elegida para coincidir con el Día de las Naciones Unidas, que marca el aniversario de la entrada en vigor de la Carta de las Naciones Unidas en 1945, y también con la adopción en 1970 de la Estrategia Internacional de Desarrollo para el Segundo Decenio de las Naciones Unidas para el Desarrollo. La primera celebración oficial del Día Mundial de Información sobre el Desarrollo se llevó a cabo en 1973. Durante este día, se realizan diversas actividades y eventos, como conferencias, seminarios y campañas de sensibilización, para promover un mejor entendimiento de los problemas del desarrollo y resaltar la importancia de la cooperación internacional.